# Іна (Сайтама)

36°0′0″ пн. ш. 139°37′26″ сх. д. / 36.00000° пн. ш. 139.62389° сх. д.
І́на (яп. 伊奈町, いなまち, МФА: [ina mat͡ɕi̥]) — містечко в Японії, в повіті Кіта-Адаті префектури Сайтама. Станом на 1 жовтня 2008 площа містечка становила 14,80 км². Станом на 1 січня 2009 населення містечка становило 40 831 осіб.